# D'Lo, Mississippi
D'Lo là một thành phố thuộc quận Simpson, tiểu bang Mississippi, Hoa Kỳ. Năm 2010, dân số của thành phố này là 452 người.

## Dân số
- Dân số năm 2000: 394 người.
- Dân số năm 2010: 452 người.